# 24044 Caballo
24044 Caballo este un asteroid din centura principală de asteroizi.

## Descriere
24044 Caballo este un asteroid din centura principală de asteroizi. A fost descoperit pe 30 septembrie 1999 la Socorro, New Mexico, în cadrul proiectului LINEAR. Asteroidul prezintă o orbită caracterizată de o semiaxă mare de 2,39 ua, o excentricitate de 0,14 și o înclinație de 7,0° în raport cu ecliptica.